# الحفيراء (العدين)

تعديل مصدري - تعديل

الحفيراء محلة تابعة لقرية الصرفة، التابعة لعزلة قصل بمديرية العدين إحدى مديريات محافظة إب في الجمهورية اليمنية.، بلغ تعداد سكانها 49 حسب تعداد اليمن لعام 2004.